# جبل جاشربرم-1
جبل جاشربرم-1 Gasherbrum ((بالأردوية: گاشر برم -1)‏ والمعروف أيضًا باسم Hidden Peak، هو أحد أعلى الجبال على وجه الأرض. يأتي في الترتيب الحادي عشر بين الجبال، بارتفاع قدره 8,080 متر (26,510 قدم) فوق مستوى سطح البحر. يقع على الحدود الباكستانية الصينية في منطقة جيلجيت بالتستان بباكستان ومنطقة شينجيانغ الصينية. Gasherbrum I هو جزء من كتلة Gasherbrum، التي تقع في منطقة كاراكورام في الهيمالايا. غالبًا ما يُقال أن Gasherbrum تعني "Shining Wall" أو «الحائط اللامع»، ويُفترض أنها إشارة إلى الوجه المرئي لقمة Gasherbrum IV المجاورة؛ ولكنه في الحقيقة يأتي من "rgasha" (جميلة) و"brum" (جبل) في اللغة البلتية، وبالتالي فإنه يعني في الواقع «جبل جميل».
تم تصنيف Gasherbrum I بالرمز K5 (بمعنى القمة الخامسة في قراقرم) من قِبَل TG Montgomerie في عام 1856 عندما اكتشف لأول مرة قمم قراقرم من على بُعد أكثر من 200 كم خلال المسح المثلثي الكبير في الهند. في عام 1892 قدم William Martin Conway الاسم البديل "Hidden Peak"، في إشارة إلى بُعده الشديد.
كان أول من صعد جاشربرم-1 هو بيت شوينينغ وأندي كوفمان في 5 يوليو 1958، وكانوا أفرادا من بعثة أمريكية من ثمانية رجال بقيادة نيكولاس بي كلينش، وريتشارد ك. إيرفين، وتوم نيفيسون، وتوم ماكورماك، وبوب سويفت، وجيل روبرتس.

## الترتيب الزمني لتسلقه
- 1934 - رحلة استكشافية دولية كبيرة، نظمتها Swiss GO Dyhrenfurth ، تستكشف Gasherbrum I وII. اثنين من المتسلقين صعدا إلى 6,300 متر (20,670 قدم).[2]
- 1936 - حملة فرنسية تصل إلى 6,900 متر (22,640 قدم).
- 1958 - قام فريق أمريكي بقيادة نيكولاس كلينش بأول صعود، عبر روخ ريدج.[1]
- 1975 - وصل راينهولد ميسنر وبيتر هابيلر إلى القمة على طريق جديد (طريق شمال غربي) بأسلوب جبال الألب (لأول مرة على ارتفاع 8000 متر) في مدة ثلاثة أيام. بعد يوم واحد، وصل فريق من ثلاثة بقيادة النمساوي هانز شيل إلى القمة على الطريق الأمريكي.
- 1977 - الصعود الرابع الناجح من قبل اثنين من السلوفينيين (نيك زابلوتنيك وأندريه ستريمفيلج)، مرة أخرى على طريق جديد. توفي عضو الفريق دراغو بريجار.
- 1980 - الفرنسيان موريس بارارد وجورج ناربو نجحا مع الصعود الخامس.
- 1981 - فريق ياباني يتبع طريق كلينش بحبال ثابتة للصعود السادس الناجح.
- 1982 - قام مايكل داتشر، وSiegfried Hupfauer وGünter Sturm برحلة استكشافية ألمانية عبر طريق جديد على الجهة الشمالية. في العام نفسه تعتبر الفرنسية ماري خوسيه فالنسوت أول امرأة تصل إلى القمة. وقام زوجها سيلفان سعودان بأول نزول تزلج من قمة يبلغ ارتفاعها 8000 متر إلى القاعدة.
- 1983 - جيرزي كوكوتشكا مع فويتش كورتيكا يصعدان من طريق جديد، مستخدامان نمط جبال الألب في الصعود دون استخدام الأوكسجين.
- 1983 - فرق من سويسرا وإسبانيا تنجح في الصعود.
- 1984 - راينهولد ميسنر وهانس كامرلاندر يجتازان جاشربرم-2 وجاشربرم-1 دون العودة إلى المعسكر بينهما.
- 1985 - صعود منفرد من قبل بينوا شامو. في 14 يوليو، يفتح الإيطالي جيامبيرو دي فيديريكو (صعود منفرد) طريقًا جديدًا على الوجه الشمالي الغربي.[3]
- 1997 - وصل ماغنوس ريدن ويوهان إلى القمة.
- 2003 - وصل 19 شخصًا إلى القمة، وحدثت 4 حالات وفاة، بمن فيهم محمد اوراز.[4]
- 2012 - 9 مارس، قام آدم بيليكي (بولندا) ويانوش غوب (بولندا) بأول صعود في فصل الشتاء. تم الصعود دون مساعدة من الأكسجين التكميلي.[5] في نفس اليوم، اختفى ثلاثة متسلقين من بعثة مختلفة - النمساوي غيرفريد غوشل، والسويسري سيدريك هالن، والباكستاني نزار حسين سادبارا، ولم يعثر عليهم مطلقًا. كانوا يحاولون الصعود عبر طريق جديد ويُعتقد أن الرياح القوية قد أسقطتهم.[6]
- 2013 - 7 يوليو، توفي Artur Hajzer إثر سقوطه بعد محاولة للوصول إلى القمة.[7]
- 2013 - 21 يوليو، صعد الأسبانيون أبيل ألونسو، وشيبي غوميز، وألفارو باريديس إلى القمة ثم اختفوا أثناء نزولهم بعد العاصفة.[8]
- 2017 - 30 يوليو، في صعود مدته ستة أيام على نمط جبال الألب بدون أكسجين إضافي، أنشأ التشيكيان Marek 'Mára' Holeček وZdeněk Hák طريقًا جديدًا باسم الارتياح! (Satisfaction!) (في ذكرى Zdeněk Hrubý) على الوجه الجنوبي الغربي.[9]

## روابط خارجية
- Gasherbrum الأول على Summitpost
- Gasherbrum I على هيمالايا - إنفو.org (الألمانية)
- Gasherbrum أنا على Peakware
- فيديو القمة لأول صعود أليكس جافان للرومان الأول من جاسبروم 1 (30 يوليو 2007)